# Lysiosquillidae
Lysiosquillidae là một họ tôm tít trong bộ Stomatopoda.

## Các chi
Họ này có các chi sau :
- Lysiosquilla Dana, 1852
- Lysiosquillina Manning, 1995
- Lysiosquilloides Manning, 1977